# مدرسه امامیه
مدرسه امامیه (بابا قاسم) مربوط به سدهٔ ۸ ه‍.ق است و در اصفهان، خیابان ابن سینا، چهارراه ابن سینا، کوچه بابا قاسم واقع شده و این اثر در تاریخ ۱۵ دی ۱۳۱۰ با شمارهٔ ثبت ۱۱۴ به‌عنوان یکی از آثار ملی ایران به ثبت رسیده‌است.
به سال ساخت «مدرسه باباقاسم» یعنی سال 725 هجری قمری که نگاه کنید، می‌بینید درست 100 سال پس از حمله مغول ساخته شده است. «بقعه جعفریه» و «مسجد جامع نطنز» اصفهان، هم در حوالی همین تاریخ است که ساخته می‌شود.
اما چیزی که اهمیتش کم از بناهای به جا مانده نیست، فرصت صدساله ای است که ایرانیان برای بازسازی خود بعد از حمله مغول داشتند؛ فرصتی که در آن، مغولِ وحشیِ اسب سواری را که زبانش شمشیر بود و مرامش خون، به جادوی فرهنگ و هنر رام کردند و خرابی‌ها و زشتی های حمله شان را جبران کردند.
به مدرسه باباقاسم در خیابان هاتف اصفهان بازمی‌گردیم؛ مدرسه‌ای کهن که هنوز هم نفس می‌کشد و جان دارد. مدارس صفوی بسیاری در اصفهان وجود دارند. مدرسه‌های سلجوقی ایران، دیگر برپا و زنده نیستند؛ جز مدرسه باباقاسم در اصفهان که یک مدرسه زنده طلبه‌نشین باقی مانده است.
برای شناخت بهتر این دوره مهم در تاریخ ایران و اصفهان، مقاله‌ای با عنوان «عصرباباها» را به قلم علامه جلال‌الدین همایی مطالعه کنید. در این مقاله از «بابا فولاد» که تخت فولاد به نام اوست، «بابادلاور»، «بابا رکن‌الدین» و «باباقاسم» صحبت شده است.
باباها، بزرگان صوفیه بودند که قدرت تشکیلاتی هم داشته‌اند؛ اگر این‌گونه نبود، چنین مدرسه‌ای هم برای باباقاسم ساخته نمی‌شد.